# Tribalus ascaphus
Tribalus ascaphus är en skalbaggsart som beskrevs av Sylvain Auguste de Marseul 1869. Tribalus ascaphus ingår i släktet Tribalus och familjen stumpbaggar. Inga underarter finns listade i Catalogue of Life.